# 철선공주 (1941년 영화)
"철선공주"(铁扇公主)는 중국과 아시아 최초의 장편 애니메이션이다. 중일 전쟁 당시 왕라이밍, 완구찬이 상하이에서 제작했으며 1941년 1월 1일에 공개되었다.
일본에서는 1942년 도호가 수입해 공개된 후 2005년 7월 18일, 8월 13일 국립 영화 아카이브에서 복원판이 공개되었다.

## 제작 배경
쌍둥이 형 완라이밍과 쌍둥이 동생 완구찬, 라이밍과 구찬의 동생 완차오천과 완디황으로 구성된 완씨 형제는 중화민국에서 처음으로 전문 영상 제작자이자, 애니메이터였다. 완씨 형제는 1926년 "大鬧画室"라는 광고 애니메이션을 제작한 뒤 수십 년이 지나 중국의 애니메이션을 제작하는 일을 계속했다.
3년의 제작 기간, 작화 스태프 237명, 35만 위안의 제작비로 제작되었으며, 제작을 주도했던 인물은 차남 완구찬이었을 것으로 추정된다. 1930년대 후반 일본의 상하이 점령 시기에는 완씨 형제가 중국 최초의 장편 애니메이션의 제작을 시작했다. 1939년 디즈니 애니메이션 "백설공주"를 본 완씨 형제가 "백설공주"를 목표로 비슷한 품질의 애니메이션을 제작하여 시작된 것으로 알려져 있다.
완성되었던 "철선공주"는 디즈니의 영향을 받았으나, 중국 고유의 작풍이 드러났다. 완씨 형제가 공개 이후 만든 작품들은 중국 고유의 작풍은 강해져 갔으며 경비 절감을 위해 로트스코프가 많이 사용되고 있는데 작품 내 가끔씩 등장인물의 얼굴 부분에 배우의 눈이 나온다.
아시아 최초의 장편 애니메이션이며, 전세계에서는 12번째 장편 애니메이션으로 알려져 있다. 아르헨티나의 애니메이션 제작즈 퀴리노 크리스티아니(Quirino Cristiani)의 작품이 유실되어 현존하는 장편작으로는 9번째가 된다.